# World’s Strongest Man Soundtrack
World’s Strongest Man Soundtrack es el título de la banda sonora de la competición de el hombre más fuerte del mundo. 

## Datos
Se trata de una compilación de once canciones, principalmente de new metal y post-grunge, producida por los dueños de Wind-Up Records Bill Richards y Gillian Morris, y la compañía IMG. El álbum fue lanzado el 17 de diciembre de 2007 en los Estados Unidos  y en los días siguientes tenía el puesto n.º 548 de los más vendidos.

## Lista de canciones
- Adrenaline, 12 Stones
- Hold on, Korn
- Out of my way, Seether
- Never let it die, Hatebreed
- Redemption, Shadows Fall
- Werewolf, Every Time I Die
- Writing on the Walls, Underoath
- Better Think Again, Submersed
- The Wolf Is Loose, Mastodon
- Ten Ton Brick, Hurt
- Strongman (the world's strongest man theme), Bruce Aronson